# Noční motýl
Noční motýl je české filmové romantické drama režiséra Františka Čápa z roku 1941.
Film měl svou premiéru na Filmových žních ve Zlíně 1. srpna 1941.
Titulní roli, Martu Dekasovou, měla původně hrát Lída Baarová. Po zákazu filmovaní od německého ředitele Filmových továren AB na Barrandově (na popud samotného Adolfa Hitlera) byla role nabídnuta Adině Mandlové. Ta měla zájem o roli Kiki a tak přenechala hlavní úlohu Haně Vítové. Adina Mandlová  následně napsala pro roli Kiki všechny dialogy a v roce 1942 získala za tuto roli Národní cenu. Stejně tak i režisér František Čáp, kameraman Ferdinand Pečenka a architekt Jan Zázvorka.
Film se natáčel 16 dní.

## Tvůrci
- Námět: Vojtěch Mixa, povídka Staša z knihy Medvědi a tanečnice
- Scénář: František Čáp, Václav Krška
- Kamera: Ferdinand Pečenka
- Režie: František Čáp
- Hudba: Roman Blahník, Johann Strauss mladší
- Texty písní: K. M. Walló
- Střih: Antonín Zelenka
- Zvuk: František Šindelář
- Další údaje: černobílý, 84 minut, drama
- Výroba: Lucernafilm Praha, 1941

## Postavy
| Hana Vítová         | Marta Dekasová        |
| Svatopluk Beneš     | poručík Kala          |
| Gustav Nezval       | nadporučík Varga      |
| Marie Glázrová      | Helena                |
| Adina Mandlová      | Anča alias Kiki       |
| Rudolf Hrušínský    | student Michal        |
| Jaroslav Marvan     | zaměstnavatel Marty   |
| Elena Hálková       | zaměstnavatelka Marty |
| Renée Lavecká       | Mášenka, jejich dcera |
| Marie Blažková      | hospodyně             |
| Eduard Kohout       | pan Leopold           |
| Anna Steimarová     | madam                 |
| Čeněk Šlégl         | šéf baru              |
| Anna Gabrielová     | animírka Soňa         |
| Elsa Vetešníková    | animírka              |
| Bobina Prošková     | animírka              |
| Majva Červená       | animírka              |
| Vasil Truchlý       | houslista             |
| Václav Pecián       | host v baru           |
| Josef Oliak         | host v baru           |
| Jan W. Speerger     | posluha v hotelu      |
| Jiří Vondrovič      | vojenský sluha        |
| Fráňa Vajner        | zahradník             |
| Josef Kotapiš       | důstojník ve vlaku    |
| Marie Holanová      | květinářka            |
| Ada Karlovský       | vrchní v kavárně      |
| Lola Skrbková       | pokladní na nádraží   |
| Darja Hajská        | host na večírku       |
| František V. Kučera | host na večírku       |